# Antigone (Sophocles)
Antigone (Oudgrieks Ἀντιγόνη) is een klassieke tragedie van de dichter/tragicus Sophocles over Antigone uit de Griekse mythologie. Het motto van het stuk: om gelukkig te worden moet je verstandig handelen (maar wat is verstandig handelen?) en de goden niet tarten (maar wat is de goden tarten?). Het centrale thema van het stuk: Het individuele geweten versus de staatswetten; de morele of goddelijke wetten versus de menselijke wetten.

## Context

### Voorgeschiedenis
Om het verhaal van Antigone te kunnen begrijpen, is het essentieel de voorgeschiedenis van het stuk te kennen. Antigone stamt af van het geslacht der Labdakiden. Labdakos was de kleinzoon van Kadmos, de stichter van Thebe, en Harmonia. Zijn zoon Laios werd verliefd op Pelops’ zoon Chrysipphos en ontvoerde deze. Daardoor vervloekte Pelops hem. Toen Laios het orakel van Delphi raadpleegde, vertelde deze dat hij geen zoon mocht krijgen. Zijn zoon zou namelijk zijn vader doden en zijn moeder huwen met Thebe's ondergang tot gevolg.
Wanneer Laios met Iokaste trouwde en toch een zoon (Oedipus) kreeg, gaven ze deze zoon mee aan een herder om hem te vondeling te leggen. De herder kreeg het echter niet over zijn hart en gaf het kindje mee aan een andere herder die hij tegenkwam. Hij was in dienst van de Korinthische koning Polybos. 
Zo groeide Oedipus op aan het hof van Korinthe. Wanneer hij op een zeker moment het orakel van Delphi raadpleegde, kreeg hij zijn vaders voorspelling te horen en keerde uit voorzorg niet terug naar Korinthe, maar vertrok richting Thebe. Op een tweesprong raakte hij in een confrontatie met een onbekende tegenligger (de koning Laios van Thebe en zijn gezelschap). Oedipus doodde dit gezelschap (voltrok daarmee het eerste deel van de voorspelling) en trok verder naar Thebe. Thebe werd al een tijd gekweld door een Sfinx die elke persoon die haar raadsel niet kon oplossen doodde. Zodra Oedipus daar aankwam en de Sfinx hem het raadsel: “Welk wezen heeft ‘s morgens vier voeten, ‘s middags twee en ‘s avonds drie?" voorlegde, antwoordde Oedipus correct: “de mens” en daarmee verloste hij Thebe van de Sfinx. Zo werd hij de koning van Thebe, trouwde met Iokaste (zijn moeder) en kreeg 4 kinderen: Antigone, Ismene, Eteokles en Polyneikes. Zo vervulde hij ook het tweede deel van de voorspelling, zonder het zelf door te hebben.
Thebe werd na enkele jaren geteisterd door de pest waardoor Oedipus het orakel nog maar eens raadpleegde. Hij kreeg te horen dat de pest pas zou ophouden wanneer Laios’ moordenaar gepakt werd. Zodra hij erachter kwam dat hij het zelf was, stak hij zijn beide ogen uit en trok als blinde bedelaar weg. 
In Thebe ontstond er ruzie om de troon. Eteokles en Polyneikes spraken een jaarlijkse wissel af, maar zodra Eteokles de troon bekleedde, wilde hij deze niet meer afstaan. Polyneikes verbleef bij Adrastos van Argos en rukte met diens leger en nog zes andere aanvoerders op tegen Thebe (“de zeven tegen Thebe”). In de strijd kwamen Eteokles en Polyneikes om door elkaars hand en zo voltrok de broedermoord zich. 
Kreon nam de macht over en kondigde een decreet af: Eteokles mocht begraven worden, maar Polyneikes niet. Dit is de achtergrond van het verhaal waar Antigone begint. 
Dit verhaal gaat terug op de epen uit de Thebaanse sagencyclus.

## Inhoud

### Prologos
(vv. 1-99: Antigone & Ismene aan het woord)

Antigone en Ismene komen uit het paleis naar buiten en beginnen te praten over hun dode broers. Antigone vertelt Ismene dat Kreon besloten heeft het lijk van Eteokles plechtig te begraven, maar dat het lijk van Polyneikes, die als landverrader wordt beschouwd, onbegraven moet blijven als prooi voor de roofvogels. Het is niemand toegestaan om hem te betreuren en degene die deze regels toch overtreedt, zal worden gestenigd. Antigone wil Polyneikes toch begraven, omdat ze dat als haar plicht beschouwt, en vraagt Ismene om haar te helpen. Ismene schrikt, weigert en probeert Antigone van haar besluit af te brengen door de voorafgaande familiegebeurtenissen op te noemen, zoals de incestueuze daden van hun vader, de zelfmoord van Jokaste, moeder en vrouw van Oedipus en de dood van hun beide broers op één dag. Dat lukt haar echter niet.
Ismene:
Ai mij! Ach zus, bedenk dat vader zonder roem,
gehaat gestorven is. Toen hij zijn fouten zelf
ontdekt had, stak hij zelf zijn beide ogen uit.
Mat eigen hand! Zijn moeder en zijn vrouw, twee namen
voor één, benam zich toen met een gevlochten strop
het leven. Drie: op één dag doodden de twee broers,
de ongelukkigen, elkander op dezelfde
manier, hun handen hebben wederzijds gemoord.
Nu wij weer, wij de enigen die overbleven:
beeld jou eens in hoe onze dood veel erger wordt
als wij in weerwil van de wet besluit en macht
negeren van de heerser. [...]

vv. 49-60; vert. P. Lateur 
Ismene vraagt om de daad geheim te houden, Antigone vindt net van niet. Hierna verlaten Antigone en Ismene het toneel.

### Parodos
(vv. 100-161: koor aan het woord) 

Het koor komt de orchestra binnen, bezingt de strijd tussen Eteokles en Polyneikes en bezingt Zeus die aan de kant van de Thebanen stond tijdens de strijd. Daarna komt Kreon op om zijn inaugurale troonrede te houden voor de oude mannen van de stad die ook het koor vormen.
Koor:
Maar zie, hier komt
de koning van het land,
Kreon, de zoon van Menoikeus,
de nieuwe leider in deze nieuwe situatie
door de goden gewild.
Welk plan speelt er door zijn hoofd,
dat hij deze bijzondere vergadering
van ouden bijeenroept
en elk van ons die oproep stuurde?

vv.155-161; vert. P. Lateur  

### Eersteepeisodion
(vv. 162-331: Kreon, koor & wachtpost aan het woord)

Kreon komt, vergezeld door twee dienaren, het paleis uit. Hij prijst het koor om zijn trouw aan zijn voorgangers en vraagt het om hem nu ook trouw te zijn. Omdat hij van die trouw uit gaat, vertelt Kreon het koor dat hij heeft besloten het lijk van Eteokles wel en het lijk van Polyneikes niet te begraven. Polyneikes is namelijk een landverrader en bij diens lijk staan wachtposten opgesteld. Van het koor verlangt Kreon dat het erop toeziet dat zijn wil geschiedt. Dit sluit aan bij zijn principes: volgens hem kan een heerser alleen goed zijn wanneer hij besluiten durft te nemen en een vriend of familielid durft te doden omwille van het vaderland.
Kreon:
[...]
Zijn broer echter, ik bedoel dus Polyneikes,
die als een balling weerkwam, die zijn vaderstad,
de goden van zijn stam van onderen tot boven
in vuur en vlam wilde doen opgaan, wilde proeven
van broederbloed, ons volk in slavernij wegvoeren -
hem zal, zo luidt voor onze stad wat ik verbied,
geen man de eer bezorgen van het graf, geen vrouw
zal hem bewenen, onbegraven blijft zijn lijf
als voer voor vogels, honden, lelijk om te zien.
Dat is mijn visie. En indien het van mij afhangt:
in eer gaan slechten nooit boven rechtvaardigen.

vv. 198-208: vert. P. Lateur 
Op dat moment komt de wachter op, die een onheilspellend bericht met zich meebrengt. Iemand heeft het namelijk gewaagd het lijk van Polyneikes te begraven, maar niemand van de wachters heeft iets gemerkt. Ondanks dat de wachtpost zich verdedigt door te zeggen dat hij het niet gedaan heeft, gelooft Kreon toch niet dat de wachters er niets mee te maken hebben en dreigt hen allen te vermoorden als de echte dader niet gevonden wordt. De wachter vertelt hoe ze de daad ontdekt hebben en hoe het lijk er nu bij ligt. Het koor opteert dat deze daad misschien wel kan zijn uitgevoerd door iemand in opdracht van de goden. Kreon houdt voet bij stuk en zegt dat geld de drijfveer is geweest voor de wachter om het lijk te begraven. 

### Eerstestasimon
(vv. 332-383: koor aan het woord)

Het koor zingt over een vreemd wezen: de mens. De mens is vindingrijk en weet veel, maar moet ervoor zorgen dat hij zijn kennis op de goede manier gebruikt. Wanneer hij dat niet doet, richt hij zichzelf (en zijn stad) te gronde, door de wil van de goden. Naast de prestaties van de mens als 'geweldig wezen', heeft hij dus te kampen met twee gebreken. Enerzijds dat hij niet kan ontsnappen aan de Hades (ook al is de mens op het vlak van genezing steeds grensverleggend, toch blijft hij sterfelijk), anderzijds dat zijn goede prestaties hybris (overmoed) tot gevolg kunnen hebben. Ondertussen komt een wachter binnen met Antigone en vraagt het koor of zij het is die het lijk van Polyneikes heeft begraven.
Koor:
Ik weet niet wat te denken.
Is dit een teken van de goden?
Hoe kan ik ontkennen - want ik weet het -
dat dit de jonge Antigone is?
[…]
Zij leiden ú toch niet voor
wegens ongehoorzaamheid aan de wetten van de koning?
Betrapten zij ú op een dwaasheid?

vv. 376-383; vert. P. Lateur 

### Tweede epeisodion
(vv. 384-581: wachtpost, Antigone, Ismene, Kreon & koor aan het woord)

Nadat de wachter is opgekomen met Antigone bij zich, komt Kreon nu vergezeld door twee dienaren het paleis uit en vraagt wat er aan de hand is. De wachter legt uit dat hij de schuldige gevonden heeft: Antigone. Kreon is erg verbaasd. Antigone wordt door de twee dienaren bij Kreon gebracht en de wachter gaat weg. Kreon vraagt Antigone waarom ze zijn besluit genegeerd heeft. Antigone antwoordt simpel dat het geen verbod van de goden was en dat ze trots is op wat ze gedaan heeft.
Antigone:
Jazeker. Niet van Zeus komt dat decreet, en Dikè
die bij de goden van de onderwereld huist
heeft mensen zulke wetten toch niet opgelegd.
Voorts was ik ervan overtuigd dat jouw decreten,
die uitgaan van een mens, niet zo veel kracht bezitten
dat zij bij machte zijn de onvergankelijke
en ongeschreven wetten die van goden uitgaan,
opzij te zetten. [...]

vv. 450-455; vert. P. Lateur 
Bovendien is ze niet bang om te sterven. Vervolgens kondigt het koor de komst van Ismene aan die aan het huilen is omwille van haar zus, die hij van medeplichtigheid verdenkt. Ismene wil haar zus helpen door de daad op zich te nemen of anders met haar sterven, maar Antigone zegt dat Ismene er niets mee te maken heeft. Kreon blijft stug bij zijn besluit om Antigone ter dood te brengen, ondanks dat ze zijn nicht is en de verloofde van zijn zoon Haimon.

### Tweede stasimon
(vv. 582-630: koor aan het woord)
Het koor zingt over de vroegere en huidige rampen die het Thebaanse koningshuis teisteren. Het kondigt daarna ook de komst van Haimon aan. 

### Derde epeisodion
(vv. 631-780: Kreon, Haimon & koor aan het woord)

Haimon komt het toneel op. Kreon is bang dat zijn zoon zijn besluit om Antigone te doden zal afkeuren. Hij vindt namelijk dat een zoon altijd achter de besluiten van zijn vader hoort te staan. Bovendien vindt hij dat een heerser altijd en door iedereen gehoorzaamd moet worden. Haimon stelt zijn vader gerust. Hij beschouwt Kreon als zijn voorbeeld en zal al zijn besluiten accepteren. Toch is hij het nu niet eens met zijn vader en hij wijst hem erop dat ook het volk Antigone betreurt en dat het soms goed kan zijn om naar de raad van iemand anders te luisteren. Kreon wordt boos omdat hij zich niet de les wil laten voorschrijven door iemand die jonger is dan hijzelf of door de stad. Het draait uit op een ruzie en Kreon wil Antigone meteen voor de ogen van zijn zoon ter dood brengen. Haimon rent daarop weg en het koor vraagt Kreon wat hij nu met Antigone gaat doen. Kreon antwoordt dat hij haar zal laten opsluiten in een soort grot met genoeg voedsel om van te leven. Zo kan hij niet beschuldigd worden van moord.
Kreon:
Ik breng ze langs een pad waarop geen sterveling
een voet zet, sluit ze in een rotsig hol op, levend,
met net voldoende voedsel om bloedschuld te weren.
Zo blijft de hele stad vrij van bezoedeling.

vv. 773-776; vert. P. Lateur 

### Derde stasimon
(vv. 781-805: koor aan het woord)
Koor: 
Eros, niet te overwinnen
in het gevecht, Eros,
u werpt zich op mens en dier,
u brengt de nacht door
op zachte meisjeswangen,
u zwarft en zweeft over de zeeën,
over de velden waar wezens huizen.

vv. 781-786; vert. P. Lateur 
Het koor bezingt de macht van Eros. Eros heeft namelijk de ruzie tussen Haimon en zijn vader op zijn geweten.

### Vierde epeisodion
(vv. 806-943: Antigone, Kreon & koor aan het woord)
Antigone komt uit het paleis, begeleid door de twee dienaren van Kreon. Antigone beklaagt zich en vergelijkt zichzelf met Niobe, die tot rots versteende als straf voor het beledigen van de moeder van Apollo en Artemis. Het koor vindt het juist een eer om hetzelfde lot te zullen ondergaan als een godin. Dan komt Kreon uit het paleis naar buiten. Hij beveelt Antigone weg te brengen naar haar grotkamer. Ondertussen gaat Antigone door met zichzelf beklagen. Ook legt ze (de overleden) Polyneikes uit waarom ze hem begraven heeft, namelijk omdat hij haar broer is en ze nooit meer een andere broer zou kunnen krijgen. Antigone wordt door de wachters van Kreon weggebracht naar haar grotkamer. Kreon blijft op het toneel.

### Vierde stasimon
(vv. 944-987: koor aan het woord)

Het koor bezingt de mythe van Danae en de gouden regen, de mythe van Dryas en de mythe van Phineus.
Koor: 
Dat was ook het lot van Danaë
die in haar schoonheid moest dulden
dat zij het hemellicht verruilde
voor een verblijf met bronzen grendels.
vv. 944-946; vert. P. Lateur
[...]
Opgesloten werd ook de vorst
van de Edonen, Dryas’driftige zoon.
Om zijn toorn en hoon
hield Dionysos hem gevangen
in een rotsige kerker. 

vv. 955-958  vert. P. Lateur 

### Vijfde epeisodion
(vv. 988-1114: Tiresias, Kreon & koor aan het woord)

De blinde ziener Tiresias komt het toneel op, geleid door een jongen. Hij vertelt dat de voortekenen van de brandoffers slecht zijn.
Teiresias: 
[...] maar over de as
droop van de schenkels smeltend vet met walm
en spetters, in de lucht spatte gal uiteen,
de schenkels kwamen bloot te liggen druppelend
van vet dat ze bedekt had. 

vv. 1007-1011; vert. P. Lateur 
Volgens hem zijn de goden boos omdat Polyneikes niet begraven en Antigone levend opgesloten is. Kreon zal door de goden hiervoor gestraft worden. Kreon wil dit niet geloven en denkt dat Tiresias het alleen zegt om er geld uit te slaan. Tiresias is beledigd door deze woorden en verlaat met de jongen het toneel. Toch missen de woorden van Tiresias hun werking niet: Kreon is in de war en vraagt aan het koor wat hij moet doen. 
Kreon: 
[...] mijn geest is in verwarring.
Want toegeven is vreselijk, maar weerstand kan
mijn woede doen belanden in het net van Atè.
vv 1095-1097; vert. P. Lateur 
[...]
Kreon:
Wat moet ik doen? Kom, zeg het mij en ik gehoorzaam. 

vv 1099; vert. P. Lateur 
Het koor antwoordt dat hij Antigone moet bevrijden en voor Polyneikes een graf moet bouwen. Kreon gehoorzaamt en verlaat met zijn dienaren het toneel.
Kreon: 
Ik kom terug op mijn besluit, dus ga ik zelf
bij haar en ik bevrijd wie ik zelf op liet sluiten.
Het is toch best, vrees ik, de vastgestelde wetten
tot op het einde van zijn leven na te leven. 

vv. 1111-1114; vert. P. Lateur 

### Vijfde stasimon
(vv. 1115-1154: koor aan het woord)
Het koor bezingt Dionysos, de god van de wijn en beschermer van de stad Thebe. Dionysos zorgt voor het tragische lot.

### Exodos
(vv. 1155-1352: bode, koor, Eurydice & Kreon aan het woord)

De bode komt op. Hij beklaagt Kreon. Het koor wil weten wat voor onheilspellend bericht hij komt brengen. De bode zegt dat Haimon dood is. Dan nadert Eurydice, Kreons vrouw, die het onheilspellende bericht gehoord had. Ze vraagt toch om het nieuws nog eens te herhalen en de bode vertelt haar dat hij en Kreon eerst het lijk van Polyneikes verbrand en begraven hebben en dat ze daarna naar de grot gingen waar Antigone was opgesloten. Daar aangekomen, hoorden ze het wanhopige geschreeuw van Haimon. Ze gingen kijken en zagen dat Antigone zichzelf had opgehangen. Op dat moment doet Haimon een poging om zijn vader te vermoorden en wanneer dat niet lukt, laat hij zichzelf op zijn eigen zwaard vallen. Stervend slaat hij zijn armen om Antigone heen.
Koor: 
Nog bij bewustzijn legde hij een slappe arm
om zijn geliefde, met een zware ademstoot
stortte hij op haar witte wang een felle straal
van rode druppels. Lijk naast lijk, zo lag hij daar
en hij voltrok dan toch, ocharm, in Hades’ huis
het plechtig huwelijk. Zo heeft hij voor de mensen
bewezen dat van alle kwaad dat kleven blijft
aan mensen, onverstand veruit het grootste is. 

vv. 1236-1243; vert. P. Lateur 
Eurydice gaat zonder iets te zeggen het paleis binnen, gevolgd door de bode. 
Koor: 
Kijk daar verschijnt de koning zelf
met in zijn armen een duidelijk bewijs,
ams ik dat zo mag zeggen: zijn ondergang is
de schuld van niemand anders, wel zijn eigen fout. 

vv. 1257-1260; vert. P. Lateur 
Dan komt Kreon op, gevolgd door twee dienaren, die het lijk van Haimon dragen. Kreon beklaagt zijn zoon en verwijt zichzelf onder andere de dood van zijn zoon. Het koor geeft hem gelijk. Hierdoor beseft Kreon dat hij een ongelukkig man is. 

De bode komt uit het paleis naar buiten om te zeggen dat Eurydice zelfmoord heeft gepleegd.
Bode: 
Uw vrouw is dood. De ware moeder van die dode.
Rampzalige! Zij bracht zich net een doodsteek toe. 

vv. 1282-1283; vert. P. Lateur 
Haar lijk wordt naar buiten gebracht. Kreon blijft zichzelf verwijten maken en beklaagt het ongelukkige lot van hem en zijn familie. Uiteindelijk vraagt Kreon zijn bedienden om hem naar binnen te nemen.

### Epiloog
(vv. 1348-1353: Koor aan het woord)

In de epiloog staat de moraal van dit verhaal: om gelukkig te worden moet je verstandig handelen en de goden niet tarten, ongetwijfeld een verwijzing naar de daden van Kreon die in zijn blinde razernij ervoor gezorgd heeft dat iedereen zelfmoord gepleegd heeft en nu pas, als het kwaad geschied is, beseft hoe verkeerd hij wel niet geweest is.
Koor: 
Wijsheid is veruit de grootste
voorwaarde voor geluk.
Goddeloos zijn tegen goden
mag men nooit.
Grote arrogantie
betaalt haar grootspraak
met grote tegenslagen.
Wijsheid verwerft men met de jaren. 

vv. 1348-1353; vert. P. Lateur 

## Centrale thema's

### Moraal: Goddelijk versus menselijk recht[16][17]
Antigone is vastberaden om haar broer Polyneikes te begraven, hoewel Kreon dit uitdrukkelijk verboden heeft. Deze vastberadenheid gaat uit van een idee dat erg bepalend was in de antieke wereld, namelijk dat men de doden correct moest behandelen. Het graf was de laatste rustplaats van de overledene, dus was het belangrijk dat bij de begrafenis of crematie de ceremoniële riten op de juiste manier werden uitgevoerd. Gebeurde dat niet, dan bleef de schim van de dode voor eeuwig rusteloos rondzwerven.

Antigone steunt bij haar keuze om haar broer te begraven dus op het goddelijk recht, dat volgens haar het menselijk recht - het decreet van Kreon - overstijgt:
Voorts was ik ervan overtuigd dat jouw decreten,
die uitgaan van een mens, niet zo veel kracht bezitten
dat zij bij machte zijn de onvergankelijke
en ongeschreven wetten die van goden uitgaan,
opzij te zetten. Want die wetten zijn van nu
noch gisteren, zij leven eeuwig, niemand weet
precies wanneer zij voor het eerst hun opgang maakten.
Ik wou niet dat ik door de rechtbank van de goden
gestraft werd voor een overtreding van die wetten
omdat ik angst had voor het oordeel van een mens.

vv. 453-460; vert. P. Lateur
Ook Aristoteles heeft het in zijn Retorica over dit soort ongeschreven wetten:
Er bestaat namelijk een vorm van recht en onrecht die alle mensen gemeen hebben en waar ze een bepaald besef van hebben zelfs al vormen ze geen gemeenschap en sluiten ze geen overeenkomst - zoals we bij Sofokles Antigone horen verklaren dat het rechtmatig is dat ze Polyneikes heeft begraven ook al was het verboden.

Aristoteles, Retorica (vert. Marc Huys)
Ook in latere interpretaties keert vaak het idee terug dat Antigone in se de belichaming is van iets hogers, een algemene moraal die de politieke macht van Kreon overstijgt.

### Familie versus staat
Een andere manier waarop Kreon en Antigone tegenover elkaar worden geplaatst in het stuk, is de verschillende invulling die elk van hen geeft aan het begrip φιλία (vriendschap, liefde). Antigone ziet φιλία in de eerste plaats als de band tussen familieleden. Voor Kreon daarentegen betekent het concept veeleer ‘politieke vriendschap, liefde voor de staat’: 
[...] En wie een vijand van mijn land is,
wordt nooit mijn vriend. De staat beschouw ik als het schip
van onze redding, en wij maken enkel vrienden
wanneer het tijdens onze vaart een rechte koers houdt.

vv. 187-190; vert. P. Lateur
Dit contrast wordt het duidelijkst in de confrontatie tussen Antigone en Kreon in het tweede epeisodion, wanneer die laatste zegt:
Ga naar de Hades nu. En als je lief moet hebben,
heb hen dan lief! Geen vrouw beveelt zolang ik leef.
vv. 524-525; ver. P. Lateur   

(in het Grieks staat er: [...] εἰ φιλητέον, φίλει / κείνους [...])
Hier plaatst hij duidelijk zijn eigen invulling van φιλία in contrast met die van Antigone.

## Karakterisering

### Antigone
Antigone, de vrouw naar wie het stuk vernoemd is; dochter van Oedipus en Iokaste en vanaf haar geboorte vervloekt door haar geslacht. Wanneer Eteokles en Polyneikes in hun gevecht door elkaars hand sneuvelen en het decreet verkondigd wordt dat Polyneikes niet begraven mag worden, besluit zij tegen deze wet in te gaan en de hogere morele wetten te volgen met haar dood tot gevolg. Antigone’s manier van praten is direct en vastberaden, wat op bepaalde momenten zelfs zorgt voor botsing met haar zus Ismene: 
Als jij zo spreekt, kan ik niets anders dan jou haten,
terecht gehaat zal jij ook zijn bij onze dode.
Kom, laat mij in mijn onverstand dat vreselijk lot
maar ondergaan, ik onderga niets dat zo erg is
dat het mij zou weerhouden van een eervol sterven. 

vv 93-97; vert. P. Lateur
Voor sommigen is ze onbuigzaam (v 47: Ismene: Onbuigzaam ben jij! Kreon heeft het toch verboden? vert. P. Lateur), koppig, eigenzinnig, een lotgeval van haar familiale vloek en een teken voor verzet, maar voor anderen is ze net die liefdevolle warme zus, die alles voor haar geliefden en de morele wetten zal doen, want dat is wat voor haar echt telt. Zo gaat ze eigenzinnig in tegen de wetten van de stad, begaat ze een “heilige misdaad" (vv 71-76) en voltrekt haar huwelijk zich in de dood (vv 891-893). 
Antigone:
[…] maar ik zal hem
begraven. Door zo’n daad is dood voor mij iets moois.
Geliefd zal ik dan rusten naast hem die ik liefheb
wegens een heilig misdrijf. Want de doden moet ik
langer behagen dan de levenden, bij hen
rust ik voor eeuwig. […]

 vv 71-76; vert. P. Lateur
Antigone:
Mijn graf! Mijn bruidskamer! Mijn ondergrondse woonst,
voor altijd de gevangenis waarheen ik ga
bij mijn verwanten. […] 

vv 891- 893; vert. P. Lateur

### Kreon
Kreon, de nonkel van Antigone en Ismene, is de man die op de troon van Thebe komt te staan na de strijd en broedermoord van Polyneikes en Eteokles. Hij staat algemeen bekend als de wrede tiran die harteloos te werk gaat en onbuigzaam voet bij stuk houdt over zijn decreet. Hij staat symbool voor de wetten van de staat tegenover Antigone, die symbool staat voor de morele wetten (zie ook: centrale thema’s). Op het moment dat we dieper nadenken over Kreon als persoon en deze wat verder analyseren, merken we op dat hij helemaal niet zo harteloos is. Hij handelt uit zorg voor de staat. Zijn doel? Het herstellen van de polis na een burgeroorlog: 
Al wie een hele staat bestuurt en niet het beste
beleid voert, maar uit angst zijn mond gesloten houdt,
was in mijn ogen vroeger, en is dat nog steeds,
een grote lafaard. En wie aan verwanten meer
belang hecht dan aan eigen vaderland, die man
bestaat voor mij niet. 

vv. 178 -183; vert. P. Lateur
Wanneer hij op het einde toe geeft doet hij dit met tegenzin: 
[...] Mijn geest is in verwarring.
Want toegeven is vreselijk, maar weerstand kan
mijn woede doen belanden in het net van Atè.

vv. 1095-1097; vert. P. Lateur
Kreon zou beschouwd kunnen worden als een tragisch karakter. Hij bevindt zich in twee posities; niet alleen in de positie van heerser, maar ook in de positie van Antigone's bloedverwant. Hij is de broer van haar moeder Iokaste en daarmee haar nauw verwante nonkel. Hij lijdt onder de beslissing, die hij zelf als heerser heeft gemaakt (het eisen van de dood van degene die Polyneikes zou durven begraven). Het is namelijk Antigone, zijn eigen nicht, die hij moet straffen. Hij is overtuigd dat hij goed handelt, goed voor de staat. Dit maakt hem nog tragischer. Wanneer hij zijn fout inziet en zijn daden ongedaan wil maken, is het te laat. Hij verliest zijn vrouw en zoon.
Breng weg een man van niets,
dat niemand hem ziet.
Hij doodde jou, mijn zoon, ongewild.
En ook jou hier - Ai mij! rampzalige!
Ik weet niet naar wie ik kijken moet,
waarheen ik mij moet wenden.
Alles glipt me door de vingers,
op mijn hoofd wierp zich
een ondraaglijk lot. 

vv. 1339-1346; vert. P. Lateur

### Ismene[28][29][30][31][32]
Ismene is de zus van Antigone. Bij het lezen van Antigone valt op hoezeer ze qua karakter verschilt met haar zus. Voor Ismene is de gedachtegang van Antigone te extreem. Ismene wordt dan ook gebruikt om een contrast te tekenen tussen Antigone en zichzelf, zowel op gebied van karakter als handels- en denkwijze. Ismene beseft dat haar zus haar vraagt te helpen omdat Antigone als vrouw fysiek niet sterk genoeg is, om een zwaar mannenlichaam alleen te tillen.Ismene herinnert Antigone eraan  dat zij geen mannen zijn.
Ismene:
[...] Vrouwen zijn wij, vechten
met mannen doen wij niet. Dat moeten wij beseffen.
Ook dat wij onderworpen zijn aan sterkeren
en dit bevel, en erger nog, te volgen hebben.

vv. 61-64; vert. P. Lateur
Het is de nogal conventionele, vrouwelijke Ismene die spreekt over het huwelijk tussen Haemon en Antigone tegen Kreon.
Ismene: Maar dood jij dan wie bruid is van je eigen zoon?
Kreon: Er zijn nog anderen wier akker op een ploeg wacht
Ismene: Maar niet zoals die beiden passen bij elkaar.
Kreon: Nee, ik verafschuw slechte vrouwen voor mijn zoon.
Ismene: Die allerliefste, Haimon, zo veracht door vader!
Kreon: Jij doet mij te veel pijn, jij en dat huwelijk!

vv. 568-573; vert. P. Lateur
Het huwelijk wordt volgens de wet geregeld door de schoonvader van de bruid, in dit geval Kreon, en de bruidegom, Haemon. Het is een belangrijk keerpunt in het leven van een vrouw, Sophocles duidt dit dan ook aan door vrouwelijke termen te gebruiken. Bovendien is door het hanteren van die vrouwelijke termen te verwachten dat Antigone over haar eigen huwelijk spreekt, maar dat is helemaal niet het geval, het is Ismene die over het huwelijk spreekt tussen Haemon en Antigone. In haar manier van spreken, is ook te merken dat Ismene een typisch Grieks, vrouwelijk figuur is. Ze spreekt lange sierlijke woorden op een mildere manier dan Antigone uit.
Terughoudendheid en stilte is een eigenschap die in Griekse tragedies vaak met vrouwelijk figuren geassocieerd wordt. Ismene belichaamt deze eigenschappen dan ook wanneer ze besluit om eerst niet deel te nemen aan Antigones plan om hun broer Polyneikes te begraven. Ze wil zich namelijk niet verzetten tegen de opgelegde wetten van Kreon, die zij verbindt aan de wil van de stad.
Na een terughoudende houding te hebben aangenomen voor een tijd, verandert ze toch van gedachten en wil meehelpen met Antigone om hun broer te begraven. Dan is het voor Antigone te laat en weigert deze Ismene mee te nemen. Achteraf, wanneer Kreon Ismene ondervraagt over de daad, is zij wel bereid om de schuld op zich te nemen. Ze wil dit doen om Antigone te beschermen. Omdat Ismene niet van meet af aan mee wilde doen met Antigones plan, wordt ze vaak geïnterpreteerd als een twijfelend persoon, minder heldhaftig dan haar zus.

Na deze scène verdwijnt Ismene volledig uit het verhaal en na regel 771 wordt er ook niks meer over haar gezegd:
Kreon: Nee, wie het lijk niet raakte niet. 

v. 771; vert. P. Lateur - Ismene wordt niet eens meer bij naam genoemd.

### Koor[34]
Het koor in Antigone bestaat uit een raad van oudere Thebaanse mannen. Aanvankelijk staat het koor fel in contrast met Antigone en kiest het de kant van Kreon.

Naarmate het stuk vordert lijken de koorlieden Antigones keuze meer en meer te begrijpen, al wordt Kreons gezag daarbij (nog) niet in twijfel getrokken:
Doden eren is een eervolle plicht.
Maar voor wie gezag uitoefent mag gezag
op geen manier worden ondermijnd.

vv. 872-874; vert. Patrick Lateur.
Echter, wanneer de ziener Teiresias ten tonele verschijnt en deze Kreon meedeelt dat de goden ontevreden zijn en dat Polyneikes begraven moet worden, keert het koor zich tegen Kreon:
Ga, haal het meisje uit haar ondergronds gevang,
bezorg de man die naar gesneuveld ligt een graf.

vv. 1100-1101; vert. P. Lateur
Vanaf dat moment begint het koor zich van Kreon te distantiëren en lijken ze zich alsmaar meer aan te sluiten bij Antigone. De laatste verzen van het koor luiden dan ook als volgt:
Goddeloos zijn tegen goden
mag men nooit.
Grote arrogantie
betaalt haar grootspraak
met grote tegenslagen.
Wijsheid verwerft men met de jaren.

vv. 1348-1353; vert. P. Lateur
Naast dit contrast van distantie en toenadering kunnen we het koor ook bestuderen vanuit de tegenstelling universeel versus specifiek. Vaak hebben de koorzangen naast hun betekenis binnen het stuk ook een universele betekenis die je los van de context kunt bekijken. Kijk bijvoorbeeld naar het tweede stasimon, waarin de lof op Eros (de liefde) bezongen wordt:
Eros, niet te overwinnen
in het gevecht, Eros,
[...]
wie u bezit, is bezeten.

vv. 781-790; vert. P. Lateur
Deze koorzang wordt vlak na de ruzie tussen Kreon en Haimon (Antigones geliefde) gezongen, en sluit dus aan bij het stuk zelf, maar ze kan evenzeer worden beschouwd als een op zichzelf staande lofzang op de god van de liefde.

## Interpretaties van het stukAntigone
Sophocles’ stuk Antigone werd door de eeuwen heen reeds door velen geïnterpreteerd. Hier volgen enkele belangrijke interpretaties.

### Aristoteles[36]
Te beginnen bij Aristoteles: in zijn Poëtica spreekt Aristoteles over het feit - en dat doet Sophocles volgens hem goed in Antigone - dat personages in de klassieke tragedie over het algemeen σπουδαίος (nobel of serieus) zijn. Antigone en Kreon zijn daar voorbeelden van: zij zijn nobel in hun intenties, maar falen door hun fout (hamartia). Deze interpretatie benadrukt de menselijke kwetsbaarheid binnen grotere morele conflicten.

### FriedrichHölderlin[38][39]
De volgende interpretatie is afkomstig van Friedrich Hölderlin, die zelf een Duitse vertaling van Antigone maakte. Een vertaling kan beschouwd worden als een vorm van interpretatie, in de zin dat de woordkeuze weergeeft hoe de vertaler Antigone mogelijks interpreteert. Hölderlins eerder pessimistische lezing blijkt onder meer uit zijn woordgebruik. Een sprekend voorbeeld is het polyptoton παντοπόρος – ἄπορος (Soph. Ant. 360), dat hij vertaalt als “Vol van antwoorden, zonder antwoorden”.
Daarnaast analyseert Hölderlin het personage Kreon. Hij vergelijkt hem met Oedipus, die ooit de pest in Thebe probeerde te bestrijden. Kreon deed op zijn beurt een poging de stad te zuiveren en een nieuwe dynastie te vestigen, maar faalt daarin. In zijn daden weerspiegelt zich volgens Hölderlin het menselijk streven, en vooral de grenzen daarvan.
Naast Kreon geeft Hölderlin ook een interpretatie van Antigone. Hij ziet haar als een ambigu personage: tegelijk intelligent en ‘mooi’, maar ook beangstigend. Antigone bevindt zich volgens Hölderlin niet in een hoopvolle situatie, maar lijkt zich daar bewust van te distantiëren. De term ‘mooi’ verwijst hier dan naar haar heldhaftige koelbloedigheid, die zij tot het einde toe bewaart.
Hölderlin stelt een paradoxale lezing van Antigone voor: zij is enerzijds nog een kind, anderzijds een dominante vrouw. Omdat zij zich niet aan de wetten houdt en Kreons gezag uitdaagt, maar aan het einde van haar leven toch een politiek geladen redevoering houdt, ziet Hölderlin in haar een koningin, ook al noemt Sophocles haar nergens zo.

### VirginiaWoolfen Richard Jebb[40]
Virginia Woolf en Richard Jebb legden ook een interpretatie van Antigone voor, elk vanuit hun standpunt.
Jebb beschouwt Antigone als een vrouw die beantwoordt aan de idealen van zijn eigen tijdsgeest: zij belichaamt volgens hem zelfopoffering en tederheid, hoewel deze idealen moeilijk vast te houden zijn. Hij lijkt hiervoor zelfs te willen pleiten door passages die hiermee botsen, te willen schrappen uit de tekst.
Jebb besteedt weinig aandacht aan de invloed van Antigone's familiegeschiedenis, zoals de incestueuze daden van Oedipus of haar pijnlijke conflict met haar zus Ismene. Naar de band tussen Polynices en Antigone gaat zijn aandacht ook niet echt uit, hij richt zich daarentegen vooral op haar verlangen om hem volgens religieuze wetten te begraven.
Jebb vestigt wel meer zijn aandacht op de relatie tussen Antigone en Haemon. Deze beschouwt hij als niet heel affectief weergegeven door Sophocles. Voor Jebb versterkt dit het beeld van Antigone als een verheven figuur, die zich boven persoonlijke verlangens stelt en handelt vanuit een plichtsbesef dat sterker is dan liefde of zelfbehoud.
Daartegenover staat de interpretatie van Virginia Woolf. Zij heeft kritiek op Jebb omdat zijn aanpak volgens haar niet tijdloos noch open is. In haar essay Three Guineas, waarin ze de patriarchale verhoudingen tussen staat en familie bevraagt, ziet zij Antigone als een heldhaftige vrouw,  die zich verzet tegen tirannie en het patriarchale gezag. Deze interpretatie van Antigone is dan ook anders dan de interpretatie die Jebb geeft van het personage. (Jebb: zelfopoffering, tederheid ⇔ Woolf: heldhaftig)
De interpretatie die Woolf geeft van Antigone weerspiegelt niet alleen haar begrip voor het personage zelf, maar verwoordt ook haar eigen positie tegenover patriarchale structuren. In tegenstelling tot Jebb opteert zij niet om de tekst aan te passen om haar visie kracht bij te zetten; zij blijft trouw aan de oorspronkelijke woorden van Sophocles en probeert van daaruit de situatie te doorgronden, vanuit haar perspectief als buitenstaander.
Zo wordt Woolfs lezing van Antigone een poging om via de oude tekst een nieuwe, vrouwelijke stem te laten klinken in een wereld die traditioneel door mannen is vormgegeven.

### JacquesLacan[41]
Ook wordt een psychoanalytische interpretatie gemaakt door Jacques Lacan. Hij is ervan overtuigd dat de schoonheid van Antigone het stuk domineert en dat Kreon een tweede personage is ten opzichte van haar. Opnieuw wordt de term schoonheid hier niet gebruikt voor uiterlijke schoonheid, maar voor de plaats die Antigone inneemt, wachtend “between two deaths” (Ormand 2012, 497). Lacan idealiseert haar niet, hij volgt eerder de visie van het koor over Antigone. Hij exploreert anderzijds ook niet het gegeven dat ze een heroïsch figuur is. Hij zegt dat de lezer Antigone niet moet steunen in haar politieke visie. 
Zoals eerder gezegd, plaatst Lacan haar “tussen twee sterfgevallen”, wat wijst op haar uitsluiting uit de wereld. Het ene overlijden is dat van haar broer, het andere is haar eigen dood die haar te wachten staat. Kreon wordt in die positie meegetrokken, waar hij op het einde alles wat hem lief is, verliest. 
Lacan gebruikt niet de term ‘goed’ om Antigone mee te beschrijven, maar beschrijft haar eerder als iemand die haar verlangen nastreeft. Hij gebruikt ook niet de term ‘slecht’ om Kreon te omschrijven. Kreon interpreteert hij als een tragisch figuur wiens vastberadenheid om de wetten van de stad te handhaven leidt tot zijn uiteindelijke ondergang.

### Rosanna Lauriola[42]
Rosanna Lauriola, een classica aan het Randolph-Macon College, biedt ook een mogelijke interpretatie van Sophocles’ Antigone, waarin zij de nadruk legt op wijsheid vs. dwaasheid. Antigone vertoont een schijnbare dwaasheid, wat eigenlijk een vorm van wijsheid is. Kreon daarentegen draagt volgens haar een schijnbare vorm van wijsheid, wat uiteindelijk dwaasheid blijkt te zijn. 
Lauriola is van mening dat zowel Antigone als Kreon een bepaalde koppigheid vertonen. Volgens haar wordt die koppigheid bij beide personages verkeerd geïnterpreteerd: Antigones koppigheid wordt aanvankelijk gezien als dwaasheid, maar blijkt later wijsheid te zijn. Vice versa bij Kreon, zijn halsstarrigheid lijkt in het begin wijsheid te zijn, maar later interpreteert Lauriola dit als dwaasheid. 
Volgens Lauriola’s visie is Antigone niet zomaar een stuk over individuele en goddelijke wetten etc. Het is vooral een stuk dat de wijsheid en dwaasheid in het menselijk handelen toont, verwezenlijkt door Antigone en Kreon. 
Lauriola’s interpretatie van het wijsheid-dwaasheid motief verduidelijkt haar gedachte dat de mens niet kan ontsnappen aan wat de goden voor hem voorzien en dat het dus beter is om zijn lot te bepalen door verstandig te handelen (zie hier ook weer Antigone-Kreon).
Rosanna Lauriola concludeert uit Antigone dat het verstandig is om zowel blij te zijn met wat je hebt, als ook je eigen grenzen niet over te gaan door de goddelijke wetten te overschrijden.

## Nederlandse vertalingen en bewerkingen
De eerste Nederlandse versie was van Cornelis van Ghistele (1545). Het stuk is metrisch vertaald door J. van Leeuwen Jr. (1897), Willem Kloos (1898) en J.L. Chaillet (1906). Andere moderne vertalingen zijn gemaakt door o.a. L.A.J. Burgersdijk Jr. (1903), Bertus van Lier (bekroond met de  Martinus Nijhoff Vertaalprijs 1955), Emiel De Waele (1962), Johan Boonen (1972) en Jan Pieters (1989). In de 21e eeuw bleef Antigone razend populair met vertalingen van Jules Deelder (2000), Gerard Koolschijn (2008), Ben Schomakers (2016) en Patrick Lateur (2024).
- 1545 – Cornelis van Ghistele
- 1897 – J. van Leeuwen Jr.
- 1898 – Willem Kloos
- 1903 – L.A.J. Burgersdijk Jr.
- 1906 – J.L. Chaillet
- 1955 – Bertus van Lier
- 1962 – Emiel De Waele
- 1970 – Pé Hawinkels
- 1972 – Johan Boonen
- 1989 – Jan Pieters
- 1993 – Ludo Verbeeck, vertaling van de bewerking van Bertolt Brecht van de Duitse vertaling van Friedrich Hölderlin.
- 1997 – Joanna Bilska & Renee du Bois
- 2000 – Jules Deelder
- 2008 – Gerard Koolschijn
- 2016 – Ben Schomakers
- 2024 – Patrick Lateur